# Comuna Zbora, Kaluș
Zbora (în ucraineană Збора) este o comună în raionul Kaluș, regiunea Ivano-Frankivsk, Ucraina, formată din satele Kulînka și Zbora (reședința).

## Demografie
Componența lingvistică a comunei Zbora
     Ucraineană (99,78%)
     Alte limbi (0,23%)
Conform recensământului din 2001, majoritatea populației comunei Zbora era vorbitoare de ucraineană (99,78%), existând în minoritate și vorbitori de alte limbi.